# 2012年夏季奥林匹克运动会
第三十届夏季奥林匹克运动会（英語：the Games of the XXX Olympiad），一般稱為2012倫敦奥运会，是於2012年7月27日至8月12日在英國倫敦舉行的一届综合性运动会。第一项赛事，女足预赛在开幕式前两天7月25日已经开始。205个国家和地区奥委会的1万多名运动员参加比赛。
2005年7月6日，國際奥委會在新加坡舉行的第117次國際奧委會會議上宣布，由倫敦主辦此屆奧運會，亦是繼1908年和1948年後，倫敦第三次取得夏季奧運舉辦權，也使倫敦成為至今舉辦奧運會次数最多的城市。本次奧運也是英國女王伊莉莎白二世繼1976年夏季奧林匹克運動會後第二次宣布奧運開幕，也使其成為史上唯一兩次宣布夏季奧運開幕的國家元首。
隨著時間的推移，奧運會的結果和形象特別受到禁藥的負面影響。在2016年俄羅斯興奮劑醜聞之後，大量重新檢查樣品，導致了大量的取消資格事件發生，特別是在田徑運動和舉重方面。2022年3月時，一共有30面獎牌因為禁藥問題遭到收回。

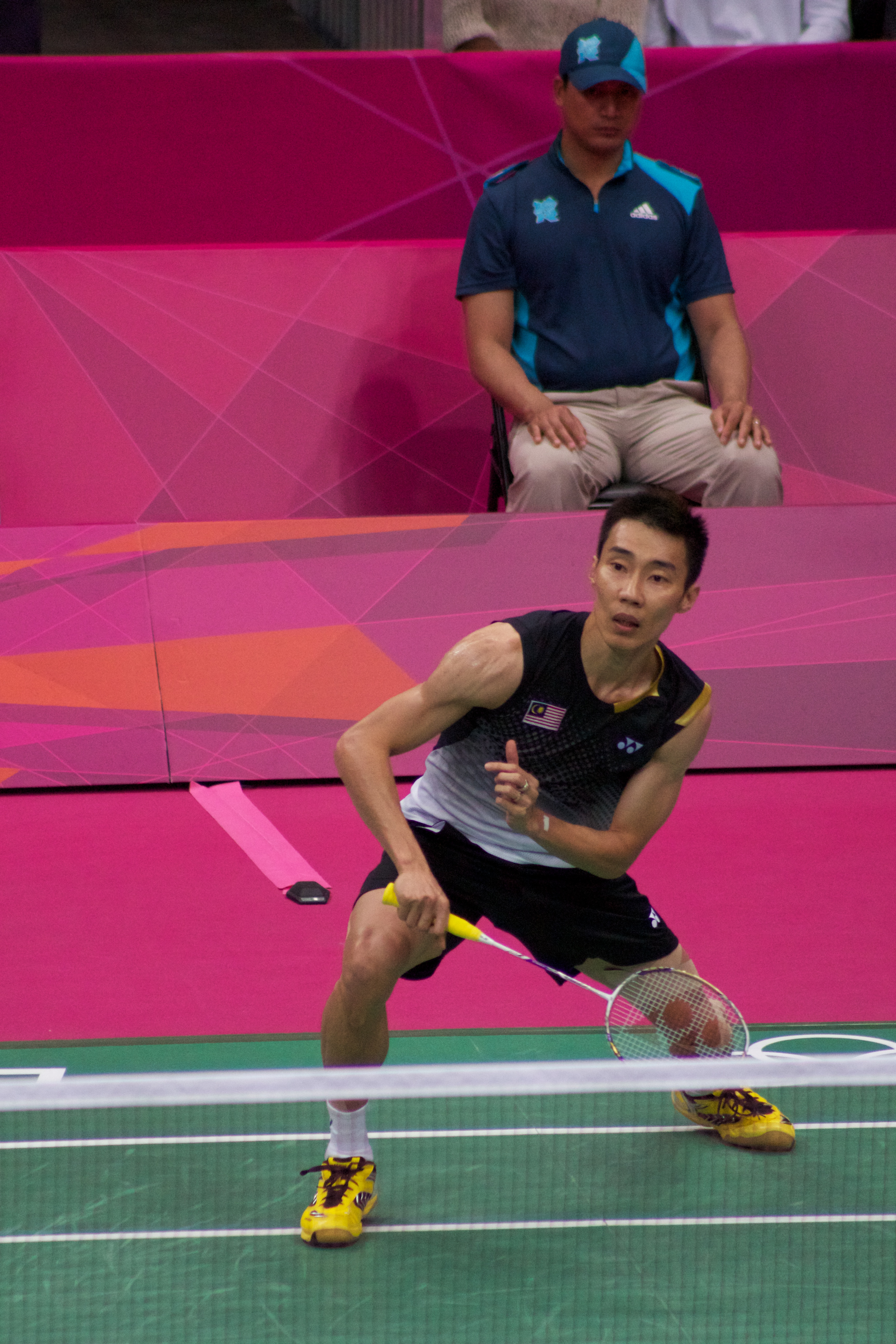
马来西亚羽毛球运动员李宗伟在2012年伦敦奥运会奪得银牌

## 申办經過
原本共有哈瓦那（古巴）、伊斯坦堡（土耳其）、萊比錫（德国）、倫敦（英国）、馬德里（西班牙）、紐約（美国）、巴黎（法国）、莫斯科（俄罗斯）、里約熱內盧（巴西）等9个城市申办本届奥运会。这最后阶段的5个城市的选择是根据各申办城市于2004年1月15日所提交的50页报告来决定的。国际奥委会在11个项目中给各城市评分，范围包括了财政、安全和交通等。巴黎是总评分最高的城市，在经过从90年代初就多次申办奥运均失败和98世界盃足球大賽成功的经历后，巴黎一般相信是最有希望赢得主办权的城市。马德里得分第二，其在住宿与环境方面的得分十分高，而且已經有1982年世界盃足球大賽和10年後巴塞隆納奧運會的经验。伦敦名列第三，因为它在交通和公众意见方面得分很低。纽约名列第四，其经过多次更改的场馆计划以及令人诟病的开支计划使其评分十分低。莫斯科是5个城市中得分最低的。
国际奥委会委员在2005年初访问5个城市，进行考察，並在5月遞交一份報告，報告於6月6日公開發表，這份厚達120多頁的報告指出，巴黎和倫敦的申辦具極高質素，馬德里和紐約均獲得正面的評價，惟紐約仍未能確定主場地。莫斯科則被評為欠缺周詳的方案。這份報告決定進入最後階段的城市名單，國際奧委會於2005年7月6日在新加坡召开全体会议，並在會上舉行投票表決最終的主辦城市。進入最後階段決選的5个城市被允许在其申办的宣傳標誌上使用奥运会五环标志。
2005年7月6日，伦敦最终获得奥运会举办权（其原因乃由於英國曾於1966年和1996年時舉辦過世界盃和歐洲國家盃）。莫斯科在第一輪投票被淘汰、紐約在第二輪被淘汰、馬德里在第三輪遭淘汰、巴黎最後被伦敦淘汰。
詳細選舉情況如下：
| 2012年夏季奥林匹克运动会主辦城市各輪投票結果 | 2012年夏季奥林匹克运动会主辦城市各輪投票結果 | 2012年夏季奥林匹克运动会主辦城市各輪投票結果 | 2012年夏季奥林匹克运动会主辦城市各輪投票結果 | 2012年夏季奥林匹克运动会主辦城市各輪投票結果 | 2012年夏季奥林匹克运动会主辦城市各輪投票結果 |
| -------------------------------------------- | -------------------------------------------- | -------------------------------------------- | -------------------------------------------- | -------------------------------------------- | -------------------------------------------- |
| 城市                                         | 國家                                         | 第1輪                                        | 第2輪                                        | 第3輪                                        | 第4輪                                        |
| 倫敦                                         | 英国                                         | 22                                           | 27                                           | 39                                           | 54                                           |
| 巴黎                                         | 法國                                         | 21                                           | 25                                           | 33                                           | 50                                           |
| 馬德里                                       | 西班牙                                       | 20                                           | 32                                           | 31                                           | —                                            |
| 紐約                                         | 美国                                         | 19                                           | 16                                           | —                                            | —                                            |
| 莫斯科                                       | 俄羅斯                                       | 15                                           | —                                            | —                                            | —                                            |

国际奥委会的以色列代表声称，伦敦赢得2012年奥运会的主办权，是由于在第三轮投票时希腊代表兰比斯·尼古劳把给马德里的票错投给了巴黎。

## 象徵

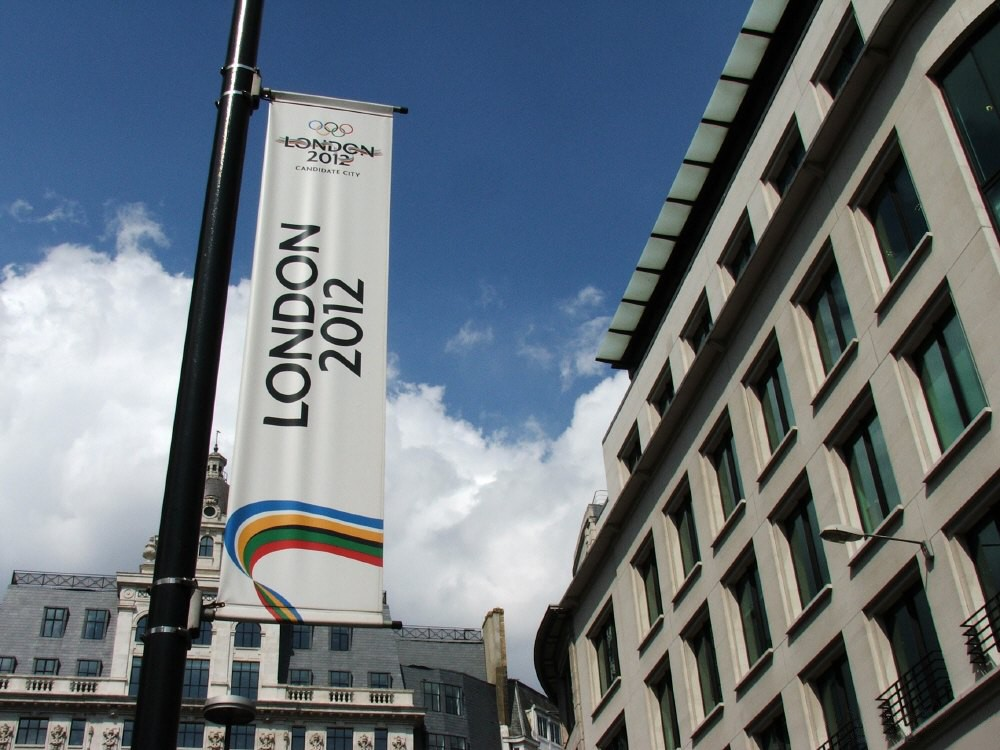
倫敦申辦2012年夏季奧運期間的宣傳布旗

### 會徽
倫敦申辦奧運的宣傳標誌是採用具有五種顏色的彩條代表奧運，在「LONDON 2012」的字樣上下穿過；而標誌上則有奥运会五环标志。

2012倫敦奧運會徽，最左邊為2012倫敦殘奧會的會徽，和奧運版相同

2007年6月4日倫敦時間11時30分公布了新的會徽，新會徽完全没有當地的傳統标志或色彩，顏色樣式不一，官方較常用的為紅色系會徽。但在会标公布后的24小时内，医疗部门接待了8名癫痫病人，他们都是在伦敦奥运会组委会网站上观看有关新会标的宣传短片时发病。临床神经心理学专家哈丁教授从专业角度的分析则印证了会徽宣传片的潜在健康威胁并非空穴来风。他表示，根据电视业采用的图片感光性的专业测试结果，会徽图案并不适合在电视上出现。哈丁教授认为，英国2.3万名癫痫病人会受到其影响。
本届奥运会会徽也是自2000年悉尼奥运会后首届没有使用奥运会徽标准格式（即自上而下顺序为：会徽主体，主办地+年份，五环）的会徽。

### 吉祥物

吉祥物分别名为文洛克（Wenlock，奧運）和曼德维尔（Mandeville，帕運）

伦敦奥运会吉祥物于2010年5月19日公布，两只吉祥物分别名为文洛克（Wenlock，奧運）和曼德维尔（Mandeville，帕運）。吉祥物的造型引來了一定爭議。

#### 吉祥物的故事
2012倫敦奧運和帕運吉祥物的宣傳片有：《Out of a Rainbow （页面存档备份，存于）》（第一部，2010年）、《Adventures on a Rainbow （页面存档备份，存于）》（第二部，2011年初）、以及第三部《Rainbow Rescue （页面存档备份，存于）》（2012年）。
Out of a Rainbow
在2012奧運主場館即將要完工時，一根英製的鋼鐵要運到倫敦時，滴下兩滴依然在發熱的鐵塊，冷卻後由即將要退休的煉鐵師喬治（George）拿回家，回家後就把那兩個鐵塊做成機器玩偶的模型。到了早上，喬治和他妻子把那兩個玩偶給了兩個孫子女、同時也是奧運迷的兄妹。兩人跑到了閣樓，把兩隻機器玩偶放在窗台上，街上出現一道彩虹飛向那兩隻機器玩偶，它們便突然活了起來，有一隻取自己為文洛克（Wenlock），另一隻為曼德維爾（Mandeville），跟兄妹一起玩耍後就乘著彩虹踏上了旅程。

### 獎牌設計

2012年倫敦奧運獎牌（左：銀「正面」 中：金「反面」 右：銅「正面」）

2012年倫敦奧運獎牌由大衛·沃特金斯（David Watkins）所設計，於2011年10月終於亮相，於2011年11月開始製造，獎牌用美國猶他州跟蒙古沙漠的金銀銅礦產打造，直徑8.5公分，厚0.7公分，重量375公克到400公克之間，無論尺寸還是重量都是歷屆奧運之最，不過金牌其實只含有百分之1.2的黃金，本屆奧運會將頒發302面金牌，再加上銀牌跟銅牌，4700面獎牌總重量將近八公噸，整块金牌的价值约为650美元，银牌含有93%的银及7%的铜价值335美元，而铜牌价值不到5美元。
巴西柔道选手费利佩·北代在洗澡的时候把奥运会铜牌弄坏了，事后，北代解释道：“我当时很害怕把它弄湿，所以把它咬在嘴里，但是突然一滑它就掉到地上了。”而在这块奖牌摔地之后，奖牌和带子之间的连接处摔坏了。之后巴西代表团团长伯纳德-拉加曼已经向国际奥委会提出了申请，希望能更换一块奖牌。

### 體育項目圖標
1948倫敦奧運首次出現項目圖標

### 主题歌
《Chariots of Fire》电影主题曲，是大会在各项比赛的颁奖典礼上播出的颁奖曲。在开幕仪式上，此歌由现场乐队和“豆豆先生”的客串表演一起演出。
開閉幕官方歌曲为缪斯乐队的《Survival》收录在專輯《The 2nd Law》，此歌會在2012倫敦奧運開幕與閉幕典禮和頒獎典禮上播放。

## 籌備工作

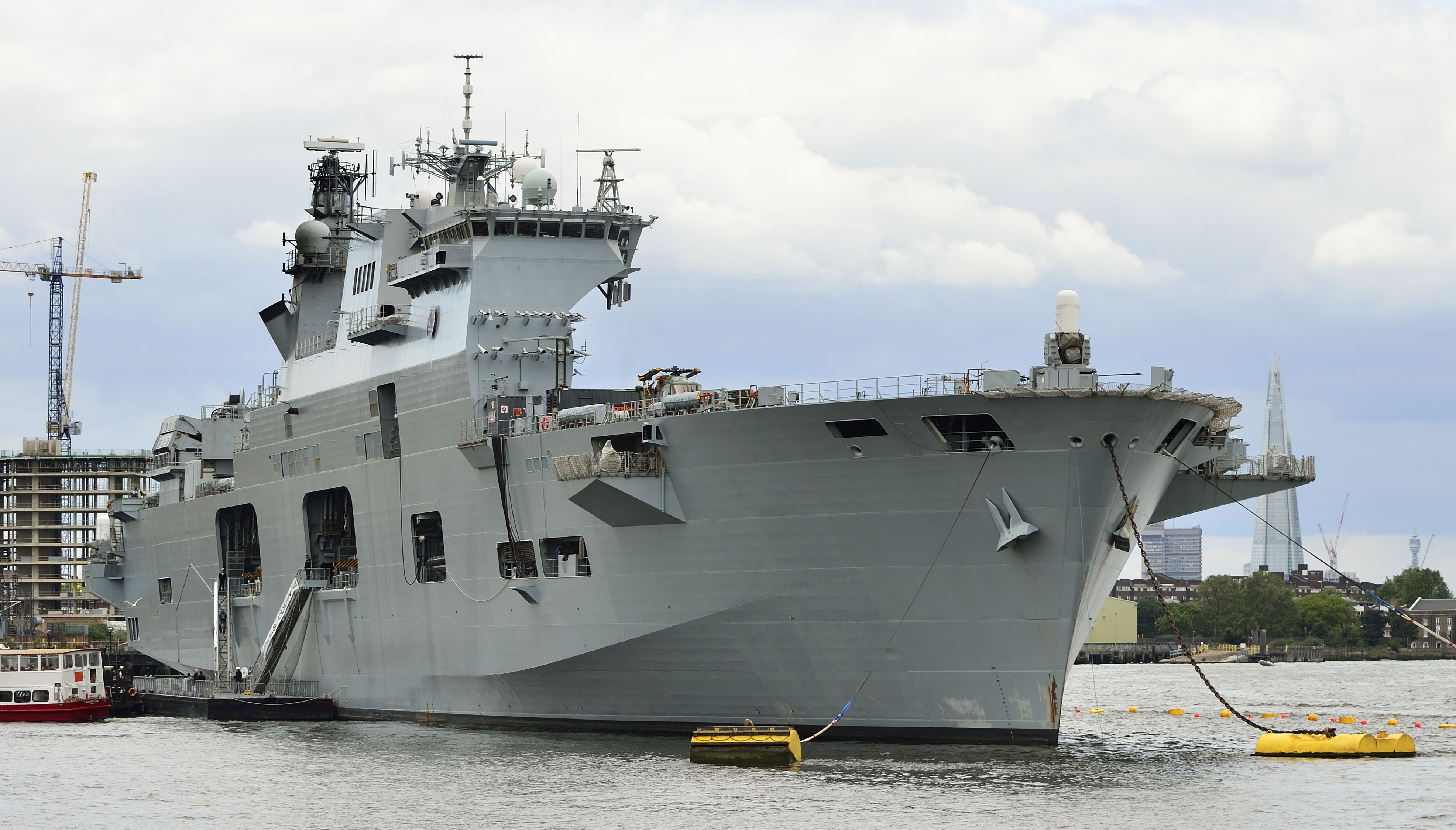
英國皇家海軍的直升機航空母艦——海洋號兩棲攻擊艦（HMS Ocean）繫泊於倫敦格林尼治，參與倫敦奧運保安演習

### 交通
公共交通系統，在當初國際奧委會的初評，有許多的交通設施需要改善，包括倫敦地下的東倫敦線、北倫敦線加長，新建碼頭區輕便鐵路，並且引進新的高速列車──日本子彈列車。
倫敦計劃運動員在20分鐘可從奧運選手村到奧運比賽場館。奧林匹克公園由10個不同鐵路線環繞，可每小時有240,000位乘客的載客量。陸上交通計劃以在比賽期間減少交通車流量。
倫敦因為奧運而新增飛機航線。特別是在倫敦飛波特蘭的國際航線，及飛南安普敦的國內航線。

## 比賽場館
- 倫敦奧林匹克體育場

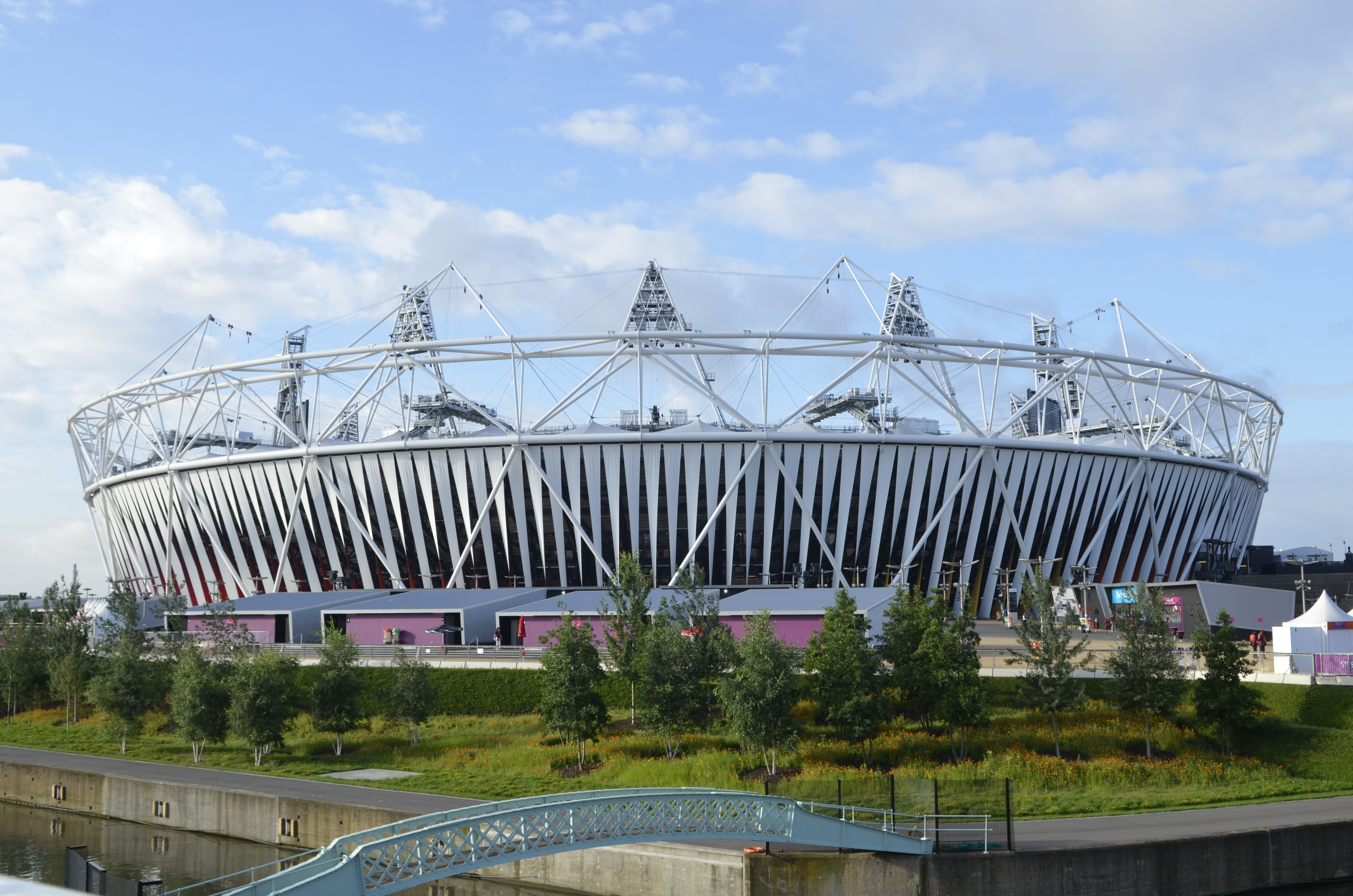
倫敦奧運主場館

位於倫敦東部的斯特拉特福（Stratford），外形上闊下窄，預計可容納8萬人，分為兩層，上層是55000個臨時座位在2012年倫敦奧運和2012年夏季残奥会結束之後將拆除，只剩下25000個固定座位，成為一座中型社區體育場，本場地除了北邊是陸地，其他三面是環水，被戲稱「體育場島」，除了原始屋頂，設計者還將使用一種用紡織品做成的遮陽棚，紡織品上畫馬賽克和與奧運會相關圖像在2012年倫敦奧運和2012年夏季残奥会結束之後，遮陽棚將被拆下，做成袋子出售。

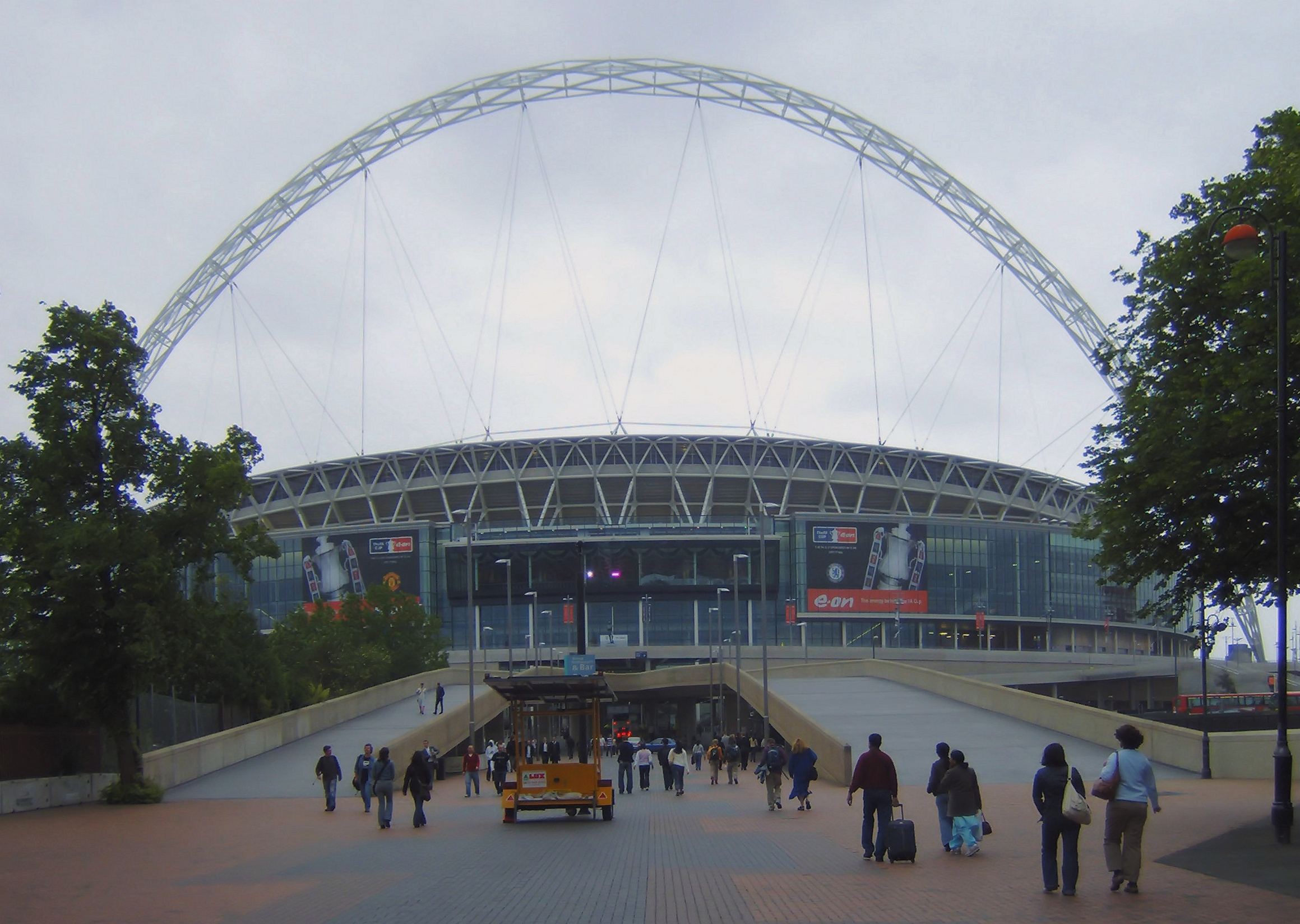
温布利球场，同期工程中造價最貴的體育館[12]，足球項目將在此進行
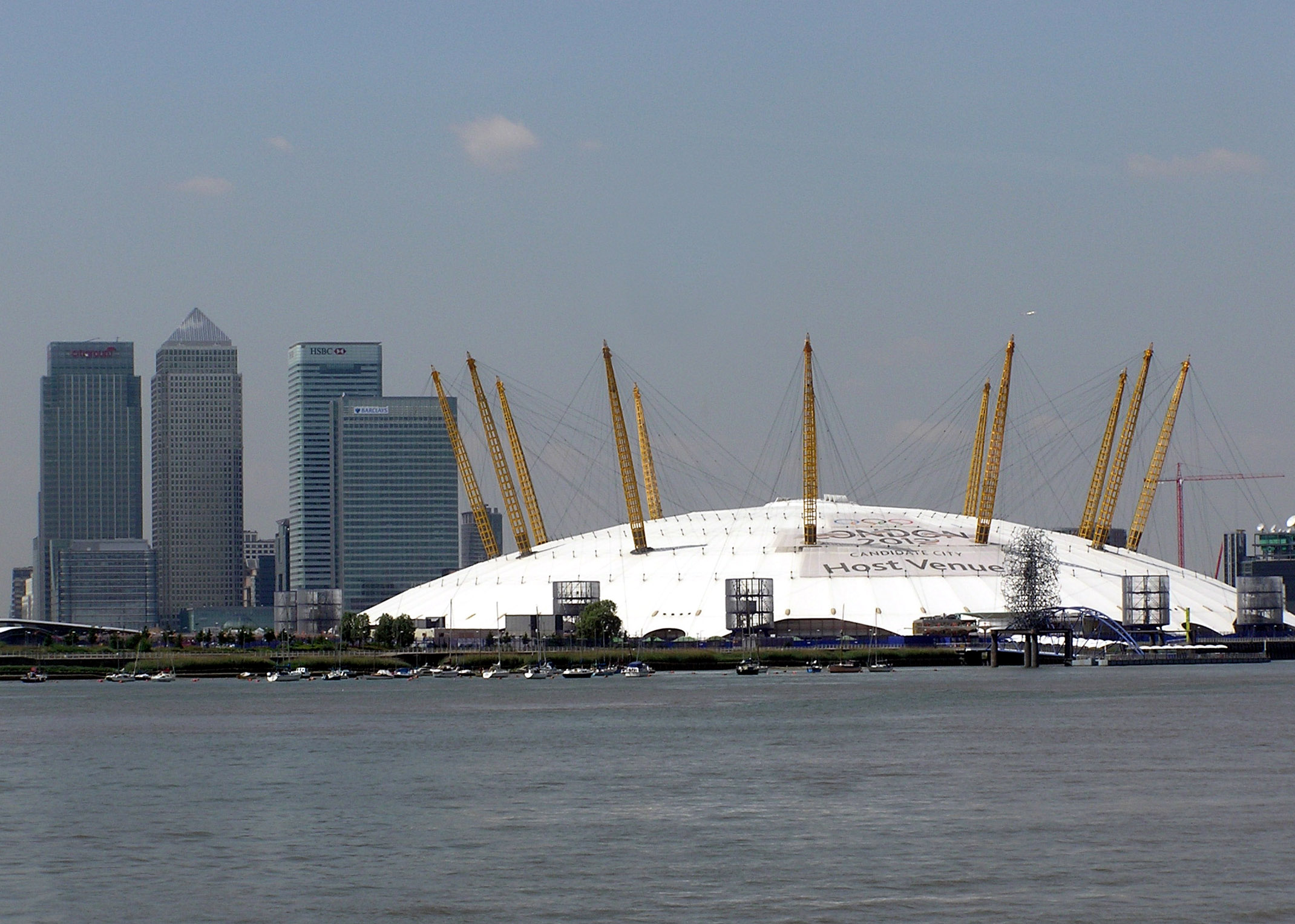
O2體育館，競技體操和籃球項目比賽將在此進行
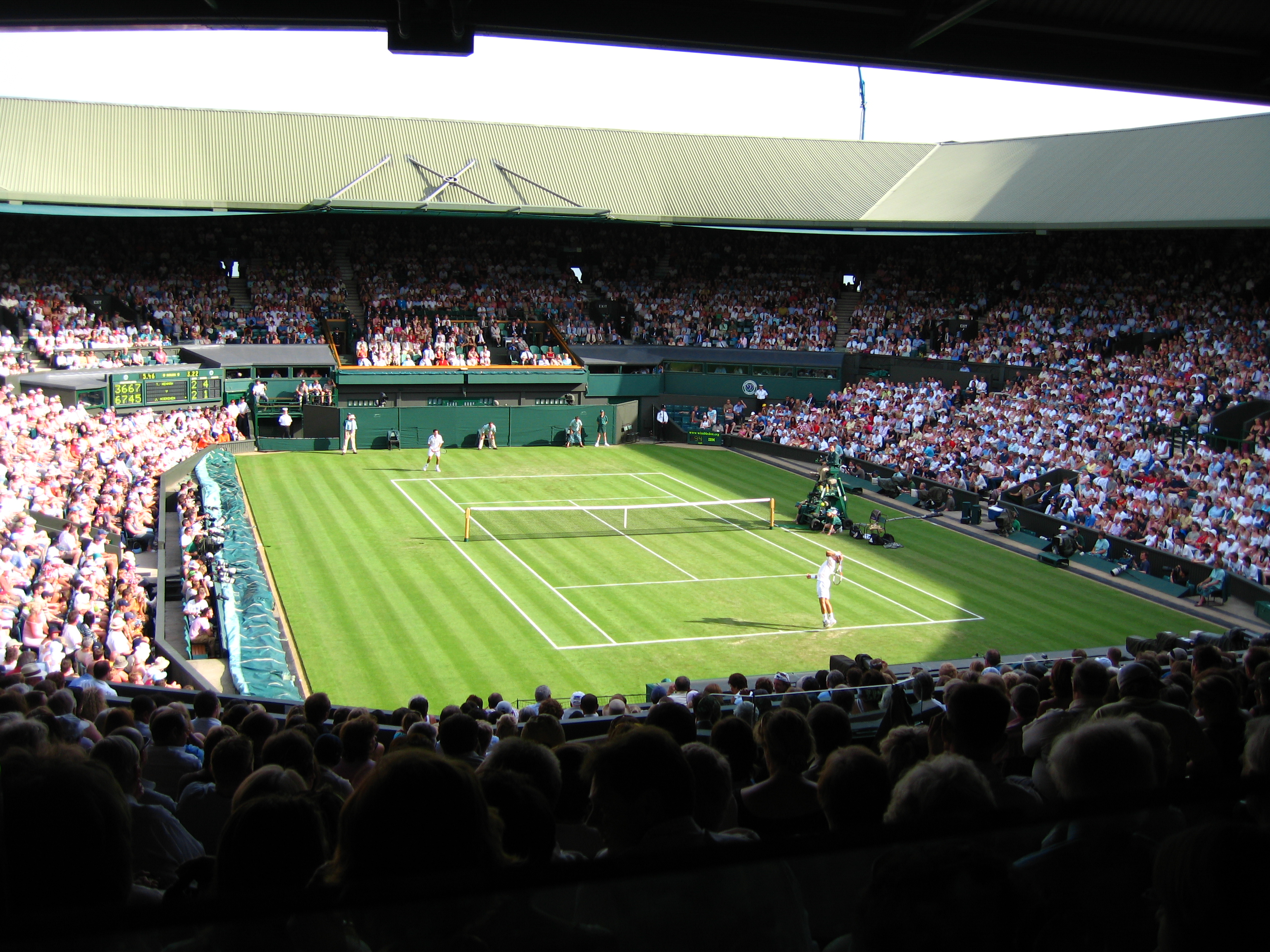
全英草地網球和門球俱樂部，網球項目比賽將在此進行
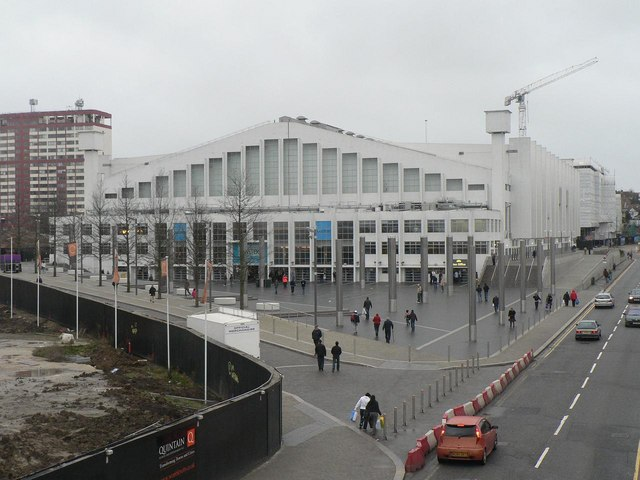
溫布利體育館，羽球比賽和韻律體操比賽將在此進行
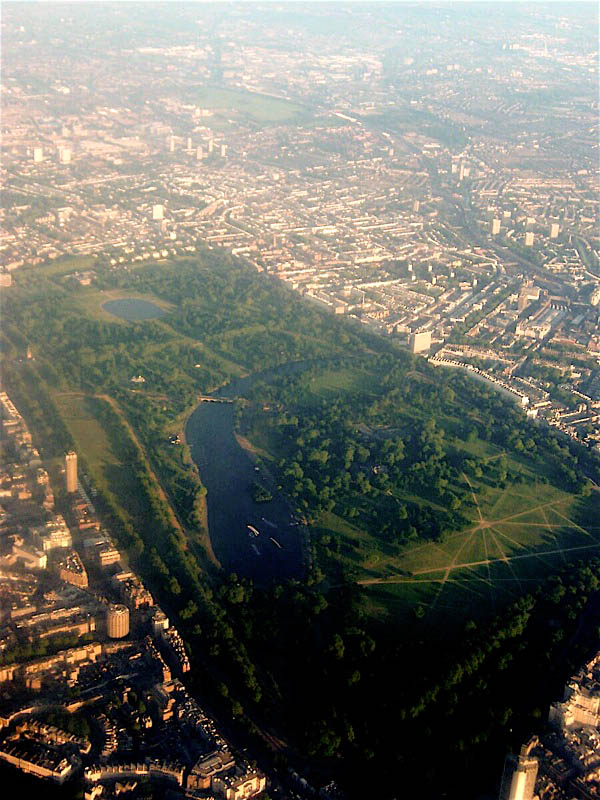
海德公園，馬拉松游泳比賽、鐵人三項(游泳)比賽和馬拉松比賽將在此進行
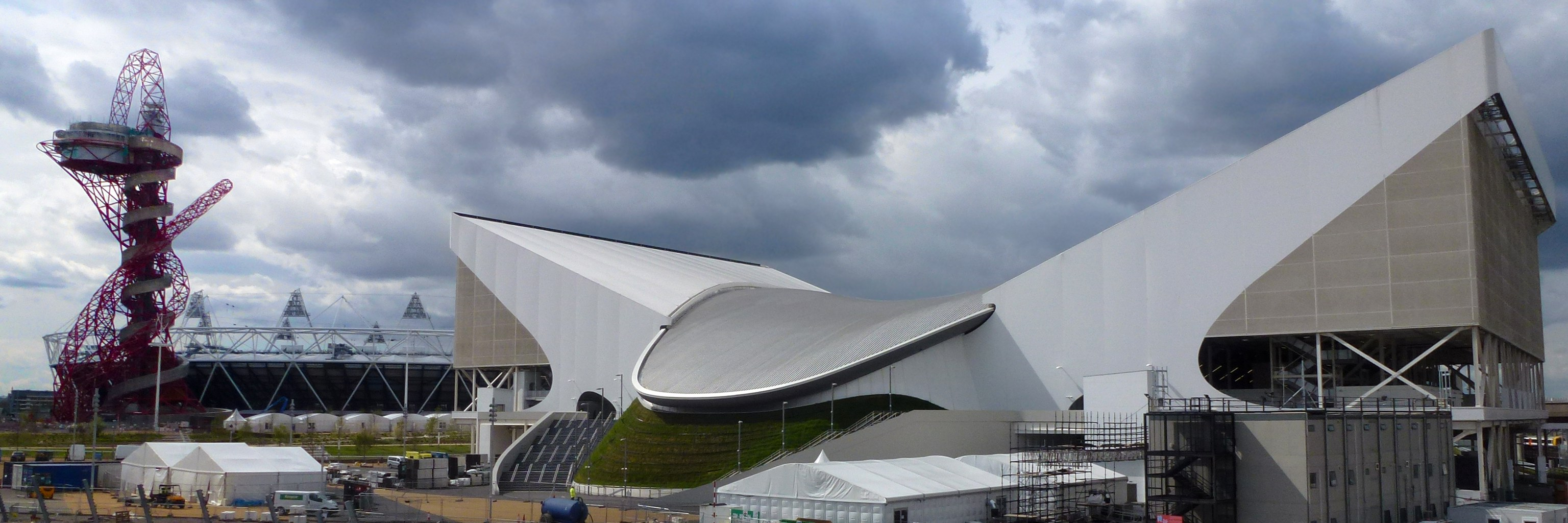
倫敦水上運動中心，跳水、現代五項比賽（游泳）、游泳、水上芭蕾比賽場地

## 聖火傳遞
倫敦奧運聖火傳遞於2012年5月19日在英國地角開始傳遞至7月27日晚上被點燃於倫敦奧林匹克公園的倫敦奧林匹克體育場主火炬。

### 意外
- 伦敦时间5月21日，英国轮椅羽毛球运动员弗利特手中点燃的火炬固定在轮椅的一侧后，火炬裡的火苗突然熄灭。
- 伦敦时间7月2日，伦敦奥运会火炬手从伯明翰到考文垂走过95英里的路程，然而火炬在抵达考文垂市时却遭遇意外，险些被两名少年抢走。
- 伦敦时间7月4日，火炬在北爱尔兰第二大城市伦敦德里进行传递时，由于遭到抗议被迫改道而行。当天的火炬传递原本是要通过伦敦德里市政厅广场，最终不得不改道而行，略过市政厅大街，直接从旁边的惠特克街上了和平大桥。
- 伦敦时间7月8日，奥运皮划艇会场传递火炬，但因水流过急而导致火炬熄灭。
- 伦敦时间7月10日，当奥运火炬即将通过亨利镇（Henley），并将其交给著名划船手史蒂夫·雷德格雷夫（Steve Redgrave）的几分钟前，一男子突然全身赤裸冲上街头举着自制的奥运火炬跑过。随后该男子被指控暴露猥亵罪。
- 伦敦时间7月19日，一17岁的少年在肯特郡格雷夫森德边吼着“真主安拉万岁！”，企图抢走火炬。[13]

## 參與國家及地區
| 300+ | 100+ | 30+ | 10+ | 5+ | 1+ |

團隊規模

該屆奧運有四位運動員以個人名義參賽，一位是Guor Marial，他原本代表南蘇丹，但因為南蘇丹建國未滿2年而不符合規定。另外三位是原本代表荷屬安地列斯的運動員，但因為荷屬安地列斯於2010年解體，會員國資格被取消。扣除以上例外，本屆奧運創下所有會員國全員到齊的紀錄。
| - 希腊（104） - 阿富汗（6） - 阿尔巴尼亚（11） - 阿尔及利亚（39） - 安道尔（6） - 安哥拉（34） - 安提瓜和巴布达（5） - 阿根廷（137） - 亚美尼亚（25） - 阿鲁巴（4） - （410） - 奥地利（70） - 美属萨摩亚（5） - 阿塞拜疆（53） - 巴哈马（24） - （5） - 巴巴多斯（6） - 布隆迪（6） - 比利时（115） - （5） - 百慕大（8） - 不丹（2） - 波斯尼亚和黑塞哥维那（6） - 伯利兹（3） - 白俄罗斯（165） - 玻利维亚（6） - 博茨瓦纳（4） - 巴西（258） - 巴林（12） - 汶莱（3） - 保加利亚（63） - 布基纳法索（5） - 中非共和国（6） - 柬埔寨（6） - 加拿大（277） - 开曼群岛（5） - 刚果共和国（7） - （3） - 智利（35） - 中国（396） - 科特迪瓦（10） - 喀麦隆（33） - 刚果民主共和国（4） - 库克群岛（8） - 哥伦比亚（104） - 科摩罗（3） - 佛得角（3） - 哥斯达黎加（11） - 克罗地亚（108） - 古巴（110） - 塞浦路斯（13） - 捷克（133） - 丹麦（113） - 吉布提（6） - 多米尼克（2） - （35） - 厄瓜多尔（36） - 埃及（113） - 厄立特里亚（12） - 萨尔瓦多（10） - 西班牙（282） - 爱沙尼亚（33） - 埃塞俄比亚（35） - 斐济（9） - 芬兰（55） - 法国（330） - 密克罗尼西亚（6） - 加蓬（24） | - 冈比亚（2） - 几内亚比绍（4） - （35） - 赤道几内亚（2） - 德国（392） - （9） - 格林纳达（10） - 危地马拉（19） - 几内亚（4） - 关岛（8） - 圭亚那（6） - 海地（5） - 中国香港（42） - 洪都拉斯（27） - 匈牙利（157） - 独立奥林匹克运动员（4） - 印度尼西亚（22） - 印度（83） - 伊朗（53） - 爱尔兰（66） - 伊拉克（8） - 冰岛（27） - 以色列（37） - （7） - 意大利（284） - （2） - 牙买加（50） - 约旦（9） - 日本（293） - （114） - （47） - （14） - 基里巴斯（3） - 韩国（245） - 沙特阿拉伯（19） - 科威特（11） - 老挝（3） - 拉脱维亚（46） - 利比亚（5） - 利比里亚（4） - 圣卢西亚（4） - 莱索托（4） - 黎巴嫩（10） - 列支敦士登（3） - 立陶宛（62） - 卢森堡（9） - 马达加斯加（7） - 摩洛哥（67） - 马来西亚（30） - 马拉维（3） - 摩尔多瓦（22） - 马尔代夫（5） - 墨西哥（102） - 蒙古（29） - 马绍尔群岛（4） - 马其顿（4） - （6） - 马耳他（5） - 摩纳哥（6） - 莫桑比克（6） - （33） - 毛里求斯（11） - 毛里塔尼亚（2） - 缅甸（6） - 纳米比亚（9） - 尼加拉瓜（6） | - 荷兰（178） - 尼泊尔（5） - 尼日利亚（55） - （6） - 挪威（64） - （2） - 新西兰（184） - 阿曼（4） - 巴基斯坦（21） - 巴拿马（7） - 巴拉圭（8） - 秘鲁（16） - 菲律宾（11） - 巴勒斯坦（5） - 帕劳（5） - 巴布亚新几内亚（8） - 波兰（218） - 葡萄牙（77） - 朝鲜（51） - 波多黎各（24） - （12） - 罗马尼亚（103） - 南非（125） - 俄罗斯（436） - 卢旺达（7） - 萨摩亚（8） - 塞内加尔（31） - 塞舌尔（6） - 新加坡（23） - 圣基茨和尼维斯（7） - （2） - 斯洛文尼亚（65） - 圣马力诺（4） - 所罗门群岛（4） - 索马里（2） - 塞尔维亚（118） - 斯里兰卡（7） - 圣多美和普林西比（2） - 苏丹（6） - 苏里南（5） - 斯洛伐克（46） - 瑞典（134） - （3） - 叙利亚（10） - 坦桑尼亚（7） - （3） - 泰国（37） - （16） - （10） - 东帝汶（2） - 多哥（6） - 中华台北（44） - 特立尼达和多巴哥（30） - 突尼斯（83） - 土耳其（114） - 图瓦卢（3） - 阿拉伯联合酋长国（26） - 乌干达（16） - 乌克兰（237） - 乌拉圭（29） - 美国（530） - （54） - 瓦努阿图（5） - 委内瑞拉（70） - 越南（18） - 圣文森特和格林纳丁斯（3） - 也门（4） - 赞比亚（7） - 津巴布韦（7） - 英国（541）（東道主） |

## 市場開發

### 贊助商
为了帮助支付伦敦奥林匹克组织的经费，决定与一些公司达成合作关系。已经宣布的一线合作伙伴（赞助商）有：宏碁、劳埃德银行、英国电网、英國航空、BP、英國電信、北電網絡、愛迪達、麦当劳、可口可乐、吉百利（卡夫的子品牌）、三星、松下等。

## 門票
伦敦奥林匹克组委会估计可安排大约770万张奥运会门票与150万张残奥会门票。它们都将从2011年起售，且至少一半的门票价格低于20英镑。为了减轻交通压力，持票人可在比赛当天凭门票免费乘坐伦敦的所有公共交通工具。 国际奥林匹克组委会估计能售出82%的奥运会门票和63%的残奥会门票。同时，也会有一些项目可供免费现场观看，比如马拉松、三项全能和公路自行车比赛。

## 開幕與閉幕典禮
2012年1月27日，因《贫民百万富翁》而获得奥斯卡最佳导演奖的英国电影导演丹尼·鲍尔，被伦敦奥组委选为开幕禮的总导演。在27日的新闻发布会上丹尼·鲍尔表示“复兴”将是本届奥运会开幕禮的主题。
倫敦奧運會開幕典禮於倫敦当地時間2012年7月27日21时開始，闭幕典禮於倫敦当地時間2012年8月12日開始。

### 意外
2012年7月27日晚的伦敦奥运会开幕式上，印度代表团却遭遇了一次闯入事件。一位身穿红衣蓝裤的陌生女子在众目睽睽之下混入印度代表团。印度代表团团长事后愤怒表示，印度将要求主办單位为此道歉。

### 带队“乌龙”
按照惯例，在奥运会开幕式参赛国代表团的入场仪式上，各国代表团在绕场一周后会被引导到场馆的场地中央。但是2012年7月27日伦敦奥运会当晚，日本代表团亮相绕场后，却被引導員从旁边的出口直接引導出了体育场现场。此事经日本网友写博客爆料后，在网上掀起轩然大波，2012年8月1日，日本奥委会召开内部檢討會，新闻发言人说，由于开幕式进行得较晚，为了保证运动员的体力，参加开幕式的44名日本运动员中有30多人在开幕式之前就表示，希望能尽早回去休息，没想到在沟通上出了问题，前导人员直接将44人都带出了开幕式现场，没有看到点火仪式。

## 比賽項目
基於國際奧委會於北京奧運後暫時取消棒球與壘球兩個項目，本屆奧運設26個項目。於拳擊項目中，首次列入女子，並設立5個級別，每個級別均有40個名額。
| - 水上運動： - 游泳 - 跳水 - 水球 - 射箭 - 田徑 - 手球 - 籃球 - 拳擊 |  | - ： - 激流 - 靜水 - ： - 場地賽 - 公路賽 - 山地賽 - 小輪車（BMX） - 馬術 - 擊劍 |  | - 足球 - 體操： - 競技體操 - 韻律體操 - 彈翻床 - 柔道 - 現代五項 - 帆船 - 射擊 |  | - 乒乓球 - 跆拳道 - 網球 - 鐵人三項 - 排球： - 室內排球 - 沙灘排球 - 舉重 - 曲棍球 |

## 獎牌榜
*   主办国家/地区（英国）
| 排名                      | 国家 / 地区               | 金牌 | 銀牌 | 銅牌 | 总计 |
| ------------------------- | ------------------------- | ---- | ---- | ---- | ---- |
| 1                         | 美国（USA）‡              | 46   | 28   | 30   | 104  |
| 2                         | 中国（CHN）‡              | 39   | 31   | 22   | 92   |
| 3                         | 英国（GBR）*              | 29   | 17   | 19   | 65   |
| 4                         | 俄罗斯（RUS）‡            | 19   | 20   | 27   | 66   |
| 5                         | 韩国（KOR）‡              | 13   | 9    | 8    | 30   |
| 6                         | 德国（GER）‡              | 11   | 20   | 13   | 44   |
| 7                         | 法国（FRA）‡              | 11   | 11   | 13   | 35   |
| 8                         | （AUS）‡                  | 8    | 15   | 12   | 35   |
| 9                         | 意大利（ITA）             | 8    | 9    | 11   | 28   |
| 10                        | 匈牙利（HUN）‡            | 8    | 4    | 6    | 18   |
| 11–86                     | 查看剩余部分              | 110  | 137  | 193  | 440  |
| 总计（共86个国家 / 地区） | 总计（共86个国家 / 地区） | 302  | 301  | 354  | 957  |

### 横扫领奖台
| 日期    | 大项 | 小项           | 代表团 | 金牌                | 银牌            | 铜牌            |
| ------- | ---- | -------------- | ------ | ------------------- | --------------- | --------------- |
| 7月28日 | 击剑 | 女子个人花剑   | 意大利 | 埃莉萨·迪弗朗西丝卡 | 阿里安娜·埃里戈 | 瓦伦蒂娜·韦扎利 |
| 8月9日  | 田径 | 男子200米      | 牙买加 | 尤塞恩·博尔特       | 约安·布雷克     | 沃伦·魏尔       |
| 8月11日 | 田径 | 女子20公里竞走 | 中国   | 切阳什姐            | 刘虹            | 吕秀芝          |

## 賽程表
本表於2011年2月15日由官方發布。
| 開幕 | 開幕式 | ● | 比賽 | 1 | 決賽 | 閉幕 | 閉幕式 |

| 7月 / 8月 | 25日 週三 | 26日 週四 | 27日 週五 | 28日 週六 | 29日 週日 | 30日 週一 | 31日 週二 | 1日 週三 | 2日 週四 | 3日 週五 | 4日 週六 | 5日 週日 | 6日 週一 | 7日 週二 | 8日 週三 | 9日 週四 | 10日 週五 | 11日 週六 | 12日 週日 | 金牌 總數 |
| --------- | --------- | --------- | --------- | --------- | --------- | --------- | --------- | -------- | -------- | -------- | -------- | -------- | -------- | -------- | -------- | -------- | --------- | --------- | --------- | --------- |
| 儀式      |           |           | 開幕      |           |           |           |           |          |          |          |          |          |          |          |          |          |           |           | 閉幕      |           |
| 射箭      |           |           | ●         | 1         | 1         | ●         | ●         | ●        | 1        | 1        |          |          |          |          |          |          |           |           |           | 4         |
| 田徑      |           |           |           |           |           |           |           |          |          | 2        | 5        | 7        | 5        | 4        | 4        | 5        | 6         | 8         | 1         | 47        |
|           |           |           |           | ●         | ●         | ●         | ●         | ●        | ●        | 1        | 2        | 2        |          |          |          |          |           |           |           | 5         |
| 籃球      |           |           |           | ●         | ●         | ●         | ●         | ●        | ●        | ●        | ●        | ●        | ●        | ●        | ●        | ●        | ●         | 1         | 1         | 2         |
| 拳擊      |           |           |           | ●         | ●         | ●         | ●         | ●        | ●        | ●        | ●        | ●        | ●        | ●        | ●        | 3        | ●         | 5         | 5         | 13        |
|           |           |           |           |           | ●         | ●         | 1         | 1        | 2        |          |          |          | ●        | ●        | 4        | 4        | ●         | 4         |           | 16        |
|           |           |           |           | 1         | 1         |           |           | 2        | 2        | 2        | 1        | 1        | 1        | 3        | ●        | ●        | 2         | 1         | 1         | 18        |
| 跳水      |           |           |           |           | 1         | 1         | 1         | 1        |          | ●        | ●        | 1        | ●        | 1        | ●        | 1        | ●         | 1         |           | 8         |
| 馬術      |           |           |           | ●         | ●         | ●         | 2         |          | ●        | ●        | ●        | ●        | 1        | 1        | 2        |          |           |           |           | 6         |
| 擊劍      |           |           |           | 1         | 1         | 1         | 1         | 2        | 1        | 1        | 1        | 1        |          |          |          |          |           |           |           | 10        |
| 曲棍球    |           |           |           |           | ●         | ●         | ●         | ●        | ●        | ●        | ●        | ●        | ●        | ●        | ●        | ●        | 1         | 1         |           | 2         |
| 足球      | ●         | ●         |           | ●         | ●         |           | ●         | ●        |          | ●        | ●        |          | ●        | ●        |          | 1        | ●         | 1         |           | 2         |
| 體操      |           |           |           | ●         | ●         | 1         | 1         | 1        | 1        | 1        | 1        | 3        | 3        | 4        |          | ●        | ●         | 1         | 1         | 18        |
| 手球      |           |           |           | ●         | ●         | ●         | ●         | ●        | ●        | ●        | ●        | ●        | ●        | ●        | ●        | ●        | ●         | 1         | 1         | 2         |
| 柔道      |           |           |           | 2         | 2         | 2         | 2         | 2        | 2        | 2        |          |          |          |          |          |          |           |           |           | 14        |
| 現代五項  |           |           |           |           |           |           |           |          |          |          |          |          |          |          |          |          |           | 1         | 1         | 2         |
|           |           |           |           | ●         | ●         | ●         | ●         | 3        | 3        | 4        | 4        |          |          |          |          |          |           |           |           | 14        |
| 帆船      |           |           |           |           | ●         | ●         | ●         | ●        | ●        | ●        | ●        | 2        | 2        | 2        | 1        | 1        | 1         | 1         |           | 10        |
| 射擊      |           |           |           | 2         | 2         | 1         | 1         | 1        | 1        | 2        | 2        | 1        | 2        |          |          |          |           |           |           | 15        |
| 游泳      |           |           |           | 4         | 4         | 4         | 4         | 4        | 4        | 4        | 4        |          |          |          |          | 1        | 1         |           |           | 34        |
|           |           |           |           |           |           |           |           |          |          |          |          | ●        | ●        | 1        |          | ●        | 1         |           |           | 2         |
|           |           |           |           | ●         | ●         | ●         | ●         | 1        | 1        | ●        | ●        | ●        | ●        | 1        | 1        |          |           |           |           | 4         |
| 跆拳道    |           |           |           |           |           |           |           |          |          |          |          |          |          |          | 2        | 2        | 2         | 2         |           | 8         |
| 網球      |           |           |           | ●         | ●         | ●         | ●         | ●        | ●        | ●        | 2        | 3        |          |          |          |          |           |           |           | 5         |
| 鐵人三項  |           |           |           |           |           |           |           |          |          |          | 1        |          |          | 1        |          |          |           |           |           | 2         |
| 排球      |           |           |           | ●         | ●         | ●         | ●         | ●        | ●        | ●        | ●        | ●        | ●        | ●        | 1        | 1        | ●         | 1         | 1         | 4         |
| 水球      |           |           |           |           | ●         | ●         | ●         | ●        | ●        | ●        | ●        | ●        | ●        | ●        | ●        | 1        | ●         |           | 1         | 2         |
| 舉重      |           |           |           | 1         | 2         | 2         | 2         | 2        |          | 2        | 1        | 1        | 1        | 1        |          |          |           |           |           | 15        |
|           |           |           |           |           |           |           |           |          |          |          |          | 2        | 3        | 2        | 2        | 2        | 2         | 3         | 2         | 18        |
| 金牌總數  |           |           |           | 12        | 14        | 12        | 15        | 20       | 18       | 22       | 25       | 23       | 18       | 21       | 17       | 22       | 16        | 32        | 15        | 302       |
| 7月 / 8月 | 25日 週三 | 26日 週四 | 27日 週五 | 28日 週六 | 29日 週日 | 30日 週一 | 31日 週二 | 1日 週三 | 2日 週四 | 3日 週五 | 4日 週六 | 5日 週日 | 6日 週一 | 7日 週二 | 8日 週三 | 9日 週四 | 10日 週五 | 11日 週六 | 12日 週日 | 金牌 總數 |

## 轉播

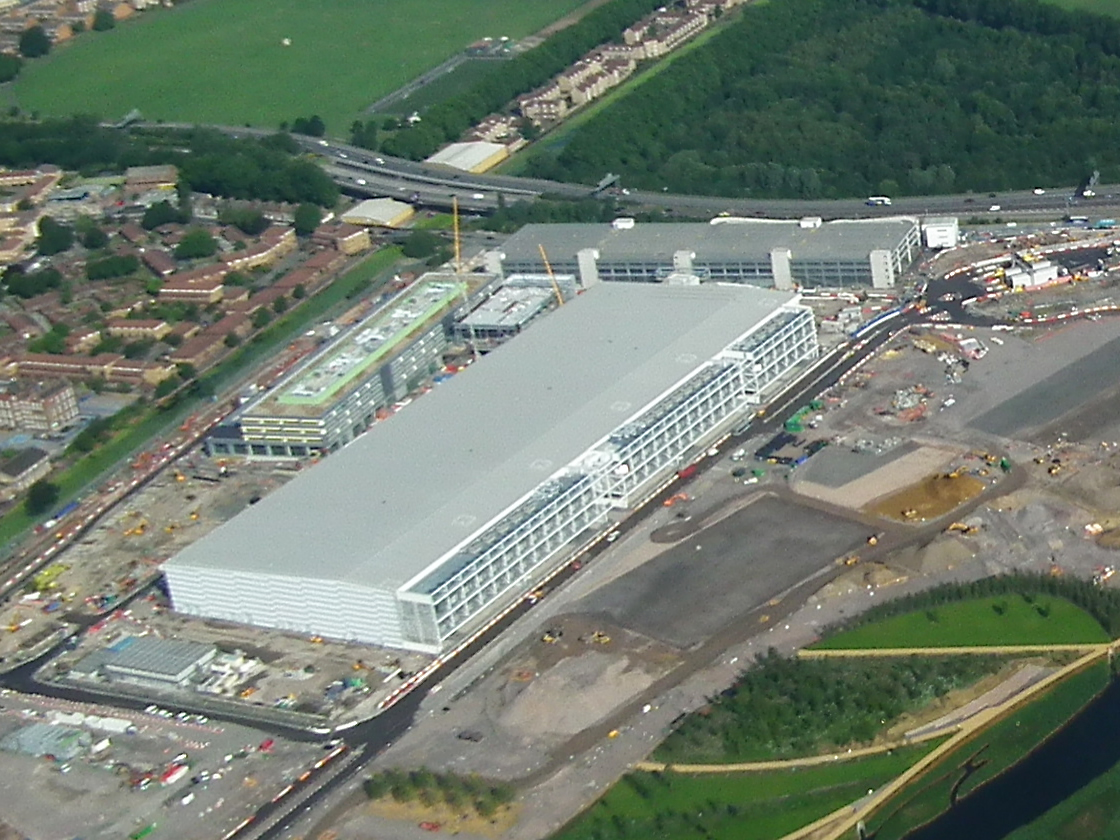
伦敦奥运会新闻中心

伦敦奥运会的转播权由国际奥林匹克委员会下属的奥林匹克广播服务机构所有，该机构享有转包给其他转播商的权利，通过转包覆盖赛事。原始的音视频在转包给各国转播商后，再由各转播商加入评论和介绍。
本届比赛的转播采用的是松下公司的数字技术，源视频经过国际广播中心对外传输1080/50i的高清晰度视频。松下公司表示，其DVCPRO HD格式视频是奥运会的官方记录格式。主要转播商伦敦奥林匹克广播服务机构采用P2 HD格式记录比赛。
根据国际奥委会尽可能广泛的覆盖全球观众的要求，2012年伦敦奥运会正在一些国家和地区广播。本届奥运会的转播首次引进3D转播技术。

## 批评和争议
伦敦奥运会在开幕前後出现了眾多爭議，包括赞助商問題、保安问题、抗议奥运过于商业化等，并且引发了一系列政治问题。在开幕儀式上，出现了不明人士成功入场等问题。在奥运会进行时，仍然容许举行反对奥运的示威，中国媒体《武汉晚报》抨击2012年的伦敦奥运会是“史上最差奥运会”。
倫敦奥運會開幕門票價格為2012英鎊，中国媒体《文汇报》称是「史上最昂貴的奥運會門票」。